# Combiné alpin hommes des championnats du monde de ski alpin 2023
Navigation
Cortina d'Ampezzo 2021
Le Combiné alpin hommes des Championnats du monde de ski alpin 2023 se déroule le 7 février 2023 à Courchevel en France. 
Alexis Pinturault, gagne son deuxième titre de la spécialité après celui de 2019,. 
Alexis Pinturault commence par réaliser le meilleur temps du Super-G, mais avec seulement 6/100e d'avance sur Marco Schwarz. Dans le slalom, ce dernier perd toute chance en se retrouvant quasiment à l'arrêt sur les dernières portes, pour finalement être battu de 10/100e.
Comme sa sœur Ricarda, Raphael Haaser obtient la médaille de bronze. Le podium est identique au classement établi après la manche de Super-G.

## Médaillés
| Or                | Argent        | Bronze         |
| Alexis Pinturault | Marco Schwarz | Raphael Haaser |

## Résultats
Le départ du super-G est donné à 11 h 00, celui de la manche de slalom à 14 h 30,
| Rang               | Dossard                  | Nom                 | Pays                   | Super-G                | Rang                               | Slalom                             | Rang                               | Total                              | Diff      |
| ------------------ | ------------------------ | ------------------- | ---------------------- | ---------------------- | ---------------------------------- | ---------------------------------- | ---------------------------------- | ---------------------------------- | --------- |
| Médaille d'or      | 5                        | Alexis Pinturault   | France                 | 1 min 08 s 25          | 1                                  | 45 s 06                            | 3                                  | 1 min 53 s 31                      | —         |
| Médaille d'argent  | 12                       | Marco Schwarz       | Autriche               | 1 min 08 s 31          | 2                                  | 45 s 10                            | 4                                  | 1 min 53 s 41                      | + 0 s 10  |
| Médaille de bronze | 11                       | Raphael Haaser      | Autriche               | 1 min 08 s 39          | 3                                  | 45 s 36                            | 6                                  | 1 min 53 s 75                      | + 0 s 44  |
| 4                  | 25                       | River Radamus       | États-Unis             | 1 min 08 s 84          | 5                                  | 45 s 16                            | 5                                  | 1 min 54 s 00                      | + 0 s 69  |
| 5                  | 19                       | Atle Lie McGrath    | Norvège                | 1 min 09 s 50          | 10                                 | 44 s 53                            | 1                                  | 1 min 54 s 03                      | + 0 s 72  |
| 6                  | 17                       | Loïc Meillard       | Suisse                 | 1 min 09 s 59          | 12                                 | 44 s 92                            | 2                                  | 1 min 54 s 51                      | + 1 s 20  |
| 7                  | 22                       | Tobias Kastlunger   | Italie                 | 1 min 10 s 47          | 23                                 | 45 s 83                            | 7                                  | 1 min 56 s 30                      | + 2 s 99  |
| 8                  | 36                       | Albert Ortega       | Espagne                | 1 min 10 s 18          | 21                                 | 46 s 63                            | 8                                  | 1 min 56 s 81                      | + 3 s 50  |
| 9                  | 45                       | Erik Arvidsson      | États-Unis             | 1 min 10 s 65          | 27                                 | 47 s 09                            | 9                                  | 1 min 57 s 74                      | + 4 s 43  |
| 10                 | 16                       | Ryan Cochran-Siegle | États-Unis             | 1 min 09 s 73          | 16                                 | 48 s 83                            | 12                                 | 1 min 58 s 56                      | + 5 s 25  |
| 11                 | 13                       | Barnabás Szőllős    | Israël                 | 1 min 10 s 54          | 25                                 | 48 s 05                            | 11                                 | 1 min 58 s 59                      | + 5 s 28  |
| 12                 | 39                       | Christian Borgnæs   | Danemark               | 1 min 11 s 31          | 36                                 | 47 s 43                            | 10                                 | 1 min 58 s 74                      | + 5 s 43  |
| 13                 | 26                       | Simon Jocher        | Allemagne              | 1 min 09 s 64          | 13                                 | 49 s 17                            | 14                                 | 1 min 58 s 81                      | + 5 s 50  |
| 14                 | 9                        | Marco Pfiffner      | Liechtenstein          | 1 min 10 s 93          | 34                                 | 49 s 16                            | 13                                 | 2 min 00 s 09                      | + 6 s 78  |
| 15                 | 34                       | Tvrtko Ljutić       | Croatie                | 1 min 12 s 48          | 40                                 | 50 s 16                            | 17                                 | 2 min 02 s 64                      | + 9 s 33  |
| 16                 | 37                       | Elvis Opmanis       | Lettonie               | 1 min 13 s 23          | 43                                 | 49 s 58                            | 15                                 | 2 min 02 s 81                      | + 9 s 50  |
| 17                 | 42                       | Owen Vinter         | Grande-Bretagne        | 1 min 11 s 81          | 38                                 | 51 s 13                            | 18                                 | 2 min 02 s 94                      | + 9 s 63  |
| 18                 | 27                       | Juhan Luik          | Estonie                | 1 min 10 s 89          | 33                                 | 52 s 24                            | 19                                 | 2 min 03 s 13                      | + 9 s 82  |
| 19                 | 46                       | Benjamin Szőllős    | Israël                 | 1 min 14 s 95          | 45                                 | 50 s 10                            | 16                                 | 2 min 05 s 05                      | + 11 s 74 |
| 20                 | 52                       | Arnaud Alessandria  | Monaco                 | 1 min 12 s 13          | 39                                 | 53 s 37                            | 20                                 | 2 min 05 s 50                      | + 12 s 19 |
| 21                 | 33                       | Jaakko Tapanainen   | Finlande               | 1 min 11 s 00          | 35                                 | 54 s 54                            | 21                                 | 2 min 05 s 54                      | + 12 s 23 |
| 22                 | 51                       | Ed Guigonnet        | Grande-Bretagne        | 1 min 13 s 07          | 42                                 | 1 min 02 s 31                      | 22                                 | 2 min 15 s 38                      | + 22 s 07 |
|                    | 14                       | Justin Murisier     | Suisse                 | 1 min 09 s 28          | 6                                  | Abandon                            | Abandon                            | Abandon                            | Abandon   |
| 23                 | Stefan Babinsky          | Autriche            | 1 min 09 s 42          | 8                      |                                    | Abandon                            | Abandon                            | Abandon                            | Abandon   |
| 3                  | Jeffrey Read             | Canada              | 1 min 09 s 58          | 11                     |                                    | Abandon                            | Abandon                            | Abandon                            | Abandon   |
| 8                  | Broderick Thompson       | Canada              | 1 min 10 s 05          | 19                     |                                    | Abandon                            | Abandon                            | Abandon                            | Abandon   |
| 1                  | Jan Zabystřan            | Tchéquie            | 1 min 10 s 20          | 22                     |                                    | Abandon                            | Abandon                            | Abandon                            | Abandon   |
| 30                 | Giovanni Borsotti        | Italie              | 1 min 10 s 50          | 24                     |                                    | Abandon                            | Abandon                            | Abandon                            | Abandon   |
| 44                 | Elian Lehto              | Finlande            | 1 min 10 s 65          | 27                     |                                    | Abandon                            | Abandon                            | Abandon                            | Abandon   |
| 4                  | Luke Winters             | États-Unis          | 1 min 10 s 73          | 29                     |                                    | Abandon                            | Abandon                            | Abandon                            | Abandon   |
| 6                  | Johannes Strolz          | Autriche            | 1 min 10 s 73          | 29                     |                                    | Abandon                            | Abandon                            | Abandon                            | Abandon   |
| 40                 | Nejc Naraločnik          | Slovénie            | 1 min 10 s 86          | 32                     |                                    | Abandon                            | Abandon                            | Abandon                            | Abandon   |
| 29                 | Rok Ažnoh                | Slovénie            | 1 min 11 s 43          | 37                     |                                    | Abandon                            | Abandon                            | Abandon                            | Abandon   |
| 47                 | Tiziano Gravier          | Argentine           | 1 min 13 s 01          | 41                     |                                    | Abandon                            | Abandon                            | Abandon                            | Abandon   |
| 49                 | Ivan Kovbasnyuk          | Ukraine             | 1 min 13 s 72          | 44                     |                                    | Abandon                            | Abandon                            | Abandon                            | Abandon   |
| 20                 | Vincent Kriechmayr       | Autriche            | 1 min 08 s 83          | 4                      | N'ont pas pris le départ du slalom | N'ont pas pris le départ du slalom | N'ont pas pris le départ du slalom | N'ont pas pris le départ du slalom |           |
| 15                 | Aleksander Aamodt Kilde  | Norvège             | 1 min 09 s 30          | 7                      | N'ont pas pris le départ du slalom | N'ont pas pris le départ du slalom | N'ont pas pris le départ du slalom | N'ont pas pris le départ du slalom |           |
| 18                 | Stefan Rogentin          | Suisse              | 1 min 09 s 43          | 9                      | N'ont pas pris le départ du slalom | N'ont pas pris le départ du slalom | N'ont pas pris le départ du slalom | N'ont pas pris le départ du slalom |           |
| 10                 | James Crawford           | Canada              | 1 min 09 s 71          | 14                     | N'ont pas pris le départ du slalom | N'ont pas pris le départ du slalom | N'ont pas pris le départ du slalom | N'ont pas pris le départ du slalom |           |
| 53                 | Andreas Sander           | Allemagne           | 1 min 09 s 72          | 15                     | N'ont pas pris le départ du slalom | N'ont pas pris le départ du slalom | N'ont pas pris le départ du slalom | N'ont pas pris le départ du slalom |           |
| 7                  | Brodie Seger             | Canada              | 1 min 09 s 74          | 17                     | N'ont pas pris le départ du slalom | N'ont pas pris le départ du slalom | N'ont pas pris le départ du slalom | N'ont pas pris le départ du slalom |           |
| 38                 | Romed Baumann            | Allemagne           | 1 min 09 s 91          | 18                     | N'ont pas pris le départ du slalom | N'ont pas pris le départ du slalom | N'ont pas pris le départ du slalom | N'ont pas pris le départ du slalom |           |
| 2                  | Nils Allègre             | France              | 1 min 10 s 07          | 20                     | N'ont pas pris le départ du slalom | N'ont pas pris le départ du slalom | N'ont pas pris le départ du slalom | N'ont pas pris le départ du slalom |           |
| 48                 | Blaise Giezendanner      | France              | 1 min 10 s 63          | 26                     | N'ont pas pris le départ du slalom | N'ont pas pris le départ du slalom | N'ont pas pris le départ du slalom | N'ont pas pris le départ du slalom |           |
| 28                 | Martin Čater             | Slovénie            | 1 min 10 s 84          | 31                     | N'ont pas pris le départ du slalom | N'ont pas pris le départ du slalom | N'ont pas pris le départ du slalom | N'ont pas pris le départ du slalom |           |
| 32                 | Adrian Smiseth Sejersted | Norvège             | Abandon                | Abandon                | Abandon                            | Abandon                            | Abandon                            | Abandon                            |           |
| 35                 | Miha Hrobat              | Slovénie            | Abandon                | Abandon                | Abandon                            | Abandon                            | Abandon                            | Abandon                            |           |
| 41                 | Sven von Appen           | Chili               | Abandon                | Abandon                | Abandon                            | Abandon                            | Abandon                            | Abandon                            |           |
| 50                 | Lauris Opmanis           | Lettonie            | Abandon                | Abandon                | Abandon                            | Abandon                            | Abandon                            | Abandon                            |           |
| 54                 | Roy-Alexander Steudle    | Grande-Bretagne     | Abandon                | Abandon                | Abandon                            | Abandon                            | Abandon                            | Abandon                            |           |
| 24                 | Dominik Paris            | Italie              | Disqualifiés           | Disqualifiés           | Disqualifiés                       | Disqualifiés                       | Disqualifiés                       | Disqualifiés                       |           |
| 31                 | Marco Odermatt           | Suisse              | Disqualifiés           | Disqualifiés           | Disqualifiés                       | Disqualifiés                       | Disqualifiés                       | Disqualifiés                       |           |
| 43                 | Mattia Casse             | Italie              | Disqualifiés           | Disqualifiés           | Disqualifiés                       | Disqualifiés                       | Disqualifiés                       | Disqualifiés                       |           |
| 21                 | Cyprien Sarrazin         | France              | n'a pas pris le départ | n'a pas pris le départ | n'a pas pris le départ             | n'a pas pris le départ             | n'a pas pris le départ             | n'a pas pris le départ             |           |